# O Shoot
“O Shoot”  foi uma revista especializada em futebol, editada na cidade de Curitiba, estado do Paraná.

## História
O periódico “O Shoot” foi fundado em 8 de maio de 1915 na capital paranaense e era editada por Luis Guimarães, empresário, jornalista e goal-keeper do América (futuro dirigente do Clube Atlético Paranaense). A revista é considerada o primeiro periódico voltado exclusivamente para atividades esportivas, principalmente o futebol, no estado. O lançamento da revista coincide com o primeiro campeonato de futebol organizado e unificado na cidade de Curitiba.
A “O Shoot”era uma revista semanal e circulava somente em Curitiba. A revista desapareceu em 1917, tendo, por três anos, apresentado artigos sobre os times do futebol paranaense e os torneios realizados neste período.